# Hoosier (bijnaam)
Hoosier (/ˈhuːʒər/) is de Amerikaanse bijnaam voor een inwoner van de staat Indiana, Verenigde Staten. De bijnaam is in Europa vooral bekend doordat sommige bedrijven uit Indiana hem gebruiken in hun bedrijfsnaam (bv. bandenfabrikant Hoosier). 
De sportteams van de universiteit van Indiana in Bloomington worden Hoosiers genoemd. Een aantal bedrijven uit de staat gebruikt de term Hoosier in zijn bedrijfsnaam. De Hoosier Manufacturing Company ontwierp in de eerste decennia van de 20ste eeuw een keukenkast die zo populair werd, dat dit specifieke model een eponiem werd voor dit type van kasten. Een typische Hoosier is een tweedelige keukenkast met uittrekbaar werkblad en allerlei snufjes, zoals een bloemzeef, metalen broodrekje en suikerdoos. 